# Alessandra Sublet
Pour les articles homonymes, voir Sublet (homonymie).
Alessandra Sublet, née le 5 octobre 1976 à Lyon, est une animatrice de radio et de télévision, chroniqueuse, et comédienne française.
Entre 2006 à 2009 elle a animé les premières saisons de deux programmes emblématiques de M6 : Incroyable Talent et L'amour est dans le pré. Dans le groupe France Télévisions elle a notamment présenté le talk-show C à vous sur France 5 de 2009 à 2013. En 2015, elle arrive dans le Groupe TF1 où elle présente C'est Canteloup de septembre 2018 à mai 2022. De janvier 2021 à mai 2022 elle anime Le Grand Concours des animateurs. Elle a été également jurée de l'émission Mask Singer présentée par Camille Combal.
À la radio, elle a notamment exercé sur Europe 1 de 2014 à 2017.

## Biographie

### Enfance, jeunesse et formation
Alessandra Sublet est née  le 5 octobre 1976 à Lyon (Rhône) et a grandi à Feyzin. Enfant, elle prépare une section sport-étude en danse classique à l'école Alain Astié de Lyon et tente d'intégrer l'Opéra de Paris mais elle est recalée à cause de sa taille, 1,60 m. Après son baccalauréat, elle poursuit ses études à l'Institut supérieur de la communication, de la presse et de l'audiovisuel de Lyon. Elle abandonne après deux mois et part en Afrique du Sud, avec le Club Med où elle est monitrice de voile.

### Carrière

#### 1997-2006: débuts médiatiques
Comme elle le raconte elle-même dans son ouvrage autobiographique J'emmerde Cendrillon, Alessandra Sublet obtient un entretien auprès du groupe de presse Emap, situé à Boulogne-Billancourt qui rassemble 43 titres de magazines comme L'Auto-Journal, Broadcast , Le Film français, Top santé, Studio ou Télé Star. Elle y est engagée dans l'équipe marketing-communication où elle fait son apprentissage des métiers de l'audiovisuel. "Tous les titres de ces magazines réunissaient des personnalités bourrées de talent qui ont constitué mon premier réseau et qui me rapprochaient chaque jour un peu plus de l’audiovisuel" . La petite équipe surfe sur l'effervescence qui règne alors dans le monde de la télévision et de la radio.
"Un jour (on) décide d’organiser la régate de l’audiovisuel pour Broadcast – magazine de niches sur les contenus audiovisuels et interactifs" fondé en mars 1998, (avec comme rédacteurs en chef successifs : Guillaume Dubois, puis Carole Villevet ) poursuit Sublet dans son récit  ; un projet de communication qui fut accueilli avec enthousiasme par les chaînes TV et qui sera lancé sur les eaux bretonnes de Bénodet, (Finistère). "C’est ainsi que je rencontre bon nombre de patrons de chaînes, de directeurs de programmes, et que je deviens à tu et à toi avec tout ce beau monde" .
"Après un bref passage chez EMW , (qui) a pour vocation d'éditer et de produire des contenus Internet, je suis recrutée par (la responsable) à EMW qui me nomme à la tête du marketing des sites web de quelques titres. C’est le début du net :  du .fr et du .com, nous sommes les pionniers de ce qui va devenir la planète numérique. L’aventure est de courte durée" .
À la radio, Alessandra Sublet fait ses débuts sur Radio Nostalgie en 1997 avant de rejoindre la chaîne de télévision MTV à New York. De retour en France, elle rejoint Radio Nova en 2000, puis Radio FG en 2003.
Durant la saison 2003/2004, elle travaille aussi à la télévision comme chroniqueuse, pour Match TV dans J'y étais et pour TF1 dans l'émission Combien ça coûte ? pendant trois mois.
De 2004 à 2006, elle est chroniqueuse dans La Matinale sur Canal+.

#### 2006-2008: M6, RTL2 et publicité
En 2006, elle rejoint M6 et remplace Virginie Efira en septembre à la présentation de Classé Confidentiel.
En novembre 2006, 2007 et 2008, elle anime en première partie de soirée les trois premières saisons de l'émission Incroyable talent.
En décembre 2006, elle présente la seconde saison de L'amour est dans le pré en remplacement de Véronique Mounier, alors enceinte. En janvier 2009, elle reprend la présentation de ce programme, pour la quatrième saison.
En 2007, elle présente Nouvelle Star, ça continue…, la suite du programme Nouvelle Star de M6 diffusée en deuxième partie de soirée sur W9 (autre chaîne du groupe M6).
De septembre 2007 à juin 2008, elle anime Le Grand Morning sur une autre chaine du groupe M6, RTL2, et ce avec Stéfan Caza.
En août 2008, elle participe à une publicité pour Magnifique, le nouveau parfum de Lancôme, diffusée en direct sur M6 depuis le Musée Rodin.

#### 2009-2014: France Télévisions, France Inter, Canal+, Europe 1, publicité et mode
En septembre 2009, elle rejoint le groupe France Télévisions où elle anime une émission quotidienne sur France 5, C à vous, entre 19 h et 19 h 55. Elle déclare toucher un salaire de 12 000 euros net par mois en 2012 (contre 8 000 au début de l'émission). À partir de mai 2012, alors qu'elle part en congé maternité, elle est remplacée successivement par Daphné Bürki jusqu'à la fin de la saison et Églantine Éméyé en septembre 2012.
Parallèlement, elle présente ponctuellement plusieurs émissions sur France 2 :
- En décembre 2009, elle co-anime avec Cyril Hanouna un magazine du Téléthon[20].
- En janvier 2010, elle co-anime avec d'autres animateurs du groupe France Télévisions la soirée Pour Haïti consacrée à l'aide aux victimes du tremblement de terre d'Haïti de 2010 et diffusée parallèlement sur France Inter[21].
- En avril 2011, elle anime Les grandes voix du Sidaction en première partie de soirée[22].
- En mars 2012, elle présente les Victoires de la musique[23].
- En septembre 2012 et mai 2013, elle anime Hier encore, une émission de chanson française en compagnie de Charles Aznavour[24].

De septembre 2010 à février 2011, elle anime sur France Inter une émission hebdomadaire le dimanche matin entre 11 h et 12 h, Je hais les dimanches ; elle choisit de quitter France Inter pour se consacrer uniquement à ses activités télévisuelles.
En décembre 2011, Alessandra Sublet est élue « femme la plus craquante de la télé » par les internautes du magazine gay et lesbien Têtu. En 2011, Alessandra Sublet participe à la publicité pour un produit cosmétique de la marque Garnier. En 2013, elle renouvelle son contrat.
En mai 2013, elle annonce qu'elle quitte la présentation de C à vous à la fin de la saison. À partir de septembre 2013, elle présente sur France 5, Fais-moi une place, émission mensuelle dans laquelle une personnalité fait découvrir un lieu où elle aime se rendre. Elle poursuit, sur France 2, la présentation d'émissions ponctuelles :
Le 25 octobre 2013, Alessandra Sublet fait une apparition dans l'émission Le Grand Journal sur Canal+ : elle présente la météo en parodiant Antoine de Caunes sous les traits de Géraldine Languedepute.
Le 28 décembre 2013, elle présente Les Inconnus : c'est leur destin, une émission consacrée aux Inconnus.
À partir de janvier 2014, elle présente une émission de variétés, Tenue de soirée exigée dont le premier numéro est consacré aux crooners, les chanteurs de charme américains.
Elle participe à Toute la télé chante pour sidaction en 2014.
Depuis mars 2014, elle est égérie pour la marque de produits minceur Gerlinéa.
En septembre 2014, elle arrive sur la station de radio Europe 1 pour animer une émission chaque dimanche de 11 heures à 12 h 30 intitulée Petit dimanche entre amis,.
Elle anime à partir d'octobre 2014 un nouveau magazine Un soir à la Tour Eiffel en seconde partie de soirée le mercredi sur France 2, elle y reçoit des invités sur un plateau situé au premier étage de la tour.
En juin 2015, elle se lance dans la mode et présente une collection baptisée Supernana, en collaboration avec la marque Rad.
La même année, elle quitte Europe 1, déclarant vouloir se consacrer aux émissions qu'elle présente sur France Télévisions. Mais en réalité, elle rejoint la chaîne TF1.

#### 2015-2022: TF1, Europe 1 et TMC
Alessandra arrive sur TF1 à la rentrée 2015, TF1 confirme son arrivée sur la chaîne pour animer des émissions de prime et développer de nouveaux formats.
Le 4 décembre 2015, elle anime pour ses débuts sur TF1 le concert anniversaire des 30 ans de l'AccorHotels Arena avec plus de 30 artistes invités. Son premier prime-time est un succès avec plus de 4 310 000 téléspectateurs et près de 23,5 % d'audience.
Le 8 janvier 2016, elle anime La Grande Histoire de la télévision - les 40 ans de l'Ina, produite par Arthur, où elle retrace 40 ans de télévision à travers des images d'archives et en compagnie d'une vingtaine d'animateurs de toutes générations confondues. Avec 4 millions de téléspectateurs et 19 % de part d'audience, la chaîne se classe en tête.
Le 18 mars 2016, elle lance un nouveau talk-show en seconde partie de soirée, Action ou Vérité. Un second numéro est diffusé le 8 avril 2016. L'émission s'arrête, faute d'audiences, après 10 numéros, dont le dernier est diffusé le 24 décembre 2016.
Le 9 juin 2016, elle présente le show d'ouverture de l'Euro 2016, en direct du Champ-de-Mars à Paris avec de grandes stars françaises et internationales. Le show attire près de 4,5 millions de téléspectateurs pour 20,6 % de part d'audience[réf. nécessaire].
En septembre 2016, elle revient sur Europe 1 en semaine sur la tranche 16 h-18 h avec l'émission La Cour des grands. En janvier 2017 l'émission bascule sur la tranche 15 h 30-17 h.
Le 21 janvier 2017, elle présente les coulisses de la pièce Folle Amanda avec Michèle Bernier et Arielle Dombasle, en direct du théâtre de Paris sur TF1.
Malgré les bons scores de ses émissions en prime-time, TF1 ne lui confie pas de nouvelle émission depuis début 2017. Toutefois, elle est de retour sur TMC, chaîne du Groupe TF1, avec un portrait du footballeur Antoine Griezmann. Griezmann Confidentiel est diffusé en prime-time le 15 novembre 2017. Le magazine rassemble 830 000 téléspectateurs et 3,6 % de part d'audience, un bon score pour la chaîne.
À partir d'octobre 2018, elle remplace Nikos Aliagas et présente C'est Canteloup, tous les soirs du lundi au vendredi sur TF1 et ce jusqu’à mai 2022. En septembre 2022 c'est Hélène Mannarino qui a pris les commandes de l'émission.
À partir de novembre 2019, elle est membre du jury de la version française de Mask Singer sur TF1, présentée par Camille Combal, aux côtés de Kev Adams, Jarry et Anggun.
En 2020, elle présente et participe à l'émission Stars à nu sur TF1. Le premier numéro, diffusé le 31 janvier, rassemble 3,7 millions de Français. Le 8 août 2020, elle présente le préshow de Fifty/Fifty, le spectacle de Franck Dubosc, diffusé sur TF1 en première partie de soirée.
Début décembre 2020, il est annoncé que Alessandra Sublet va bientôt présenter une émission de chanson sur TF1. Ce divertissement devrait inviter des duos mystères composés de personnalités.
À la suite du départ de Laurence Boccolini sur France 2, Alessandra Sublet la remplace, en 2021, à la présentation du Grand Concours des animateurs sur TF1. En avril 2022, elle annonce qu'elle met fin à sa carrière d'animatrice pour devenir comédienne. Elle arrête ainsi de présenter l’émission.

### Vie privée
Alessandra Sublet est la fille de Joël Sublet, un ancien footballeur de l'Olympique lyonnais dans les années 1970. Elle est la cousine éloignée du footballeur international Willy Sagnol.
Elle s'est mariée en avril 2008 avec Thomas Volpi à la mairie de Neuilly-sur-Seine — leur relation durait déjà depuis deux ans — avant de se séparer en juin 2009.
Elle est la mère d'une fille, Charlie, née en juin 2012 et a épousé son compagnon Clément Miserez, producteur de cinéma, la même année. En août 2014, elle devient maman d'un garçon, prénommé Alphonse. Elle se sépare de Clément Miserez en 2018.
En 2020, elle officialise sa relation avec Jordan Deguen,. En avril 2021, l'annonce de leur séparation est officialisée dans la presse.

## Parcours en radio
- 1997-2000 : collaboratrice de Nostalgie
- 2000-2003 : collaboratrice de Radio Nova
- 2003-2007 : collaboratrice de Radio FG
- 2007-2008 : coanimatrice de la matinale Le Grand Morning sur RTL2, avec Stéfan Caza
- 2010-2011 : animatrice de l'émission hebdomadaire du dimanche Je hais les dimanche sur France Inter
- 2014-2015 : animatrice de l'émission hebdomadaire du dimanche Petit dimanche entre amis sur Europe 1
- 2016-2017 : animatrice de l'émission quotidienne La Cour des grands sur Europe 1

## Liste des émissions de télévision

### Présentation
- 2006-2007 : Classé confidentiel sur M6
- 2006-2008 : Incroyable talent sur M6
- 2006-2009 : L'amour est dans le pré sur M6
- 2007 : Nouvelle Star, ça continue... sur W9
- 2007 : Les Destins brisés que les Français n'oublieront jamais sur M6 avec Bernard de La Villardière
- 2008 : Les 20 émissions que les Français n'oublieront jamais sur M6 avec Laurent Boyer
- 2009 : Les 25 ans de "Juste pour Rire " sur M6 avec Laurent Boyer
- 2009-2013 : C à vous sur France 5
- 2009 : Téléthon 2009 : Tel est ton mag, avec Cyril Hanouna sur France 2
- 2010 : Pour Haïti, avec plusieurs animateurs sur France 2
- 2011 : Les Grandes voix du Sidaction sur France 2
- 2012 : Les Victoires de la musique sur France 2
- 2012 - 2013 : Hier encore avec Charles Aznavour sur France 2
- 2013 - 2014 : Fais-moi une place sur France 5
- 2013 : Les Inconnus : c'est leur destin sur France 2
- 2014 : Tenue de soirée exigée sur France 2
- 2014-2015 : Un soir à la Tour Eiffel sur France 2
- 2015 : Bercy fête ses 30 ans sur TF1
- 2016 : La Grande Histoire de la télévision - 40 ans de l'INA sur TF1
- 2016 : Action ou vérité sur TF1
- 2016 : UEFA Euro 2016 : le grand show d'ouverture sur TF1
- 2017 : Folle Amanda sur TF1
- 2017 : Antoine Griezmann confidentiel sur TMC
- 2018 : La Cantine sur Altice Studio, et RMC Story
- 2018-2022 : C'est Canteloup sur TF1
- 2020-2021 : Stars à nu sur TF1
- 2020 : Tony Parker confidentiel sur TMC
- 2020 : L'avant-show du spectacle Fifty/Fifty de Franck Dubosc sur TF1
- 2021-2022 : Le Grand concours des animateurs sur TF1
- 2021 : Duos mystères sur TF1
- 2022 : Demi finale de The Voice, la plus belle voix (saison 11), sur TF1 en remplacement de Nikos Aliagas.

### Participations
- 2003-2004 : J'y étais sur Match TV : chroniqueuse
- 2003-2004 : Combien ça coûte ? sur TF1 : chroniqueuse
- 2004-2006 : La Matinale sur Canal + : chroniqueuse
- 2014 : Toute la télé chante pour le Sidaction sur France 2 : participante
- 2016, 2020 : Le Grand Concours des animateurs sur TF1 : candidate
- 2019-2022 : Mask Singer sur TF1 : enquêtrice dans 3 saisons
- 2020 : Stars à nu sur TF1 : participante

## Publications
- 2013 : T'as le blues baby ?, Flammarion
- 2021 : J’emmerde Cendrillon, Éditions Robert Laffont

## Filmographie
Sauf indication contraire, les informations mentionnées dans cette section peuvent être confirmées par les bases de données cinématographiques IMDb et Allociné,  présentes dans la section « Liens externes ».

### Cinéma
- 2017 : Les Ex de Maurice Barthélemy : elle-même[réf. nécessaire]
- 2018 : Guy de Alex Lutz : elle-même
- 2022 : Maison de retraite de Thomas Gilou : elle-même
- 2023 : Banlieusards 2 de Leïla Sy et Kery James : une avocate, supérieure hiérarchique de Souleymane

### Télévision
- 2018 : 50 nuances de Grecs, épisode Oreste et Pilates : Eglée (voix)
- 2022 : Handigang, téléfilm de Stéphanie Pillonca : Nina Belek
- 2023 : Un gars, une fille (au pluriel) sur TF1 : Une fille

### Doublage
- 2019 : La Famille Addams : Margaux Needler[58]